# Srbeč (zámek)
Srbeč je zámek s hospodářským dvorem ve stejnojmenné vesnici severně od Nového Strašecí v okrese Rakovník ve Středočeském kraji. Předchůdcem zámku bývala tvrz, která byla od patnáctého do konce šestnáctého století vrchnostenským sídlem malého panství. Po připojení ke Mšeci ztratila sídelní funkci, ale její dvůr byl nadále využíván k hospodářským účelům. V osmnáctém století byl na jeho západní straně postaven nevelký barokní zámek. Zámecký areál je chráněn jako kulturní památka a využívá ho nezisková organizace Společenství Dobromysl ke kulturním a sociálním službám.

## Historie
Vesnice Srbeč bývala v patnáctém století rozdělena na dvě části, z nichž jedna patřila drobnému vladyckému rodu, z něhož byli roku 1421 zmíněni Martin a Diviš ze Srbče. Není zřejmé, kdy ve vsi vzniklo první vrchnostenské sídlo, ale tvrz je poprvé doložena roku 1475, kdy se o vesnici přeli Jindřich Míčan z Klinštejna a Zbyněk z Kolovrat na Kornhauzu. Podle Augusta Sedláčka byla postavena někdy v té době, protože vesnice se tehdy stala dědičným statkem.
Roku 1535 vesnici se dvorem a tvrzí koupil Dětřich Reichl z Reichu od Albrechta Šlika. Jeho majetek v roce 1575 zdědily dcery Eva a Kateřina a rozdělily se o něj. Srbeč s tvrzí, Milý a Hřešice dostala Eva, která se provdala za Adama Hrušku z Března. Po jeho smrti v roce 1581 se Eva znovu vdala za Matyáše Štampacha ze Štampachu, na kterého Srbeč v roce 1584 převedla. Následoval spor ukončený teprve roku 1591, v jehož důsledku Matyáš Štampach musel vyplatit nároky Eviných synů z prvního manželství.
Matyáš nechal srbečskou tvrz nově opevnit a renesančně přestavět. Roku 1585 koupil za 55 000 kop míšeňských grošů mšecké panství s Žehrovicemi a Hořešovicemi, ke kterému Srbeč připojil. Jeho hlavním sídlem se stal mšecký zámek.
V roce 1621 Mšec patřil Janu Jindřichu Štampachovi, kterému bylo tehdy panství zkonfiskováno za účast na českém stavovském povstání, přičemž v konfiskačním protokolu byla zmíněna srbečská tvrz. Roku 1623 mšecké panství koupil Vratislav z Fürstenbergu. V pozdějších zápisech se tvrz neobjevuje. Pravděpodobně stávala v hospodářském dvoře.
V osmnáctém století byl ve dvoře postaven barokní zámek, ale nepravidelnosti v jeho zdivu svědčí o složitějším stavebním vývoji. Společně s ním byly značně přestavěny také další budovy ve dvoře.
Hospodářský dvůr ve druhé polovině dvacátého století sloužil potřebám jednotného zemědělského družstva. Od roku 2015 je majitelem areálu nezisková organizace Společenství Dobromysl, která v něm provozuje Týdenní stacionář, poskytující služby léčebné a waldorfské pedagogiky, a Informační a kulturní centrum Dobromysl.

## Stavební podoba
Památkově chráněn je areál dvora se zámkem, deputátnickým domkem, chlévem a východním křídlem hospodářského dvora. Samotný dvůr byl narušen novodobou železobetonovou stavbou skladiště, která částečně využila starší opukový objekt, který v západní části dosahoval výšky čtyř podlaží a jeho okna byla původně segmentově sklenuta.